# طوطی‌سهره رخ‌سبز
طوطی‌سهره رخ‌سبز (نام علمی: Erythrura viridifacies) نام یک گونه از سرده طوطی‌سهره است.